# (2942) Cordie
(2942) Cordie es un asteroide perteneciente al cinturón de asteroides, descubierto el 29 de enero de 1932 por Karl Wilhelm Reinmuth desde el Observatorio de Heidelberg-Königstuhl, Alemania.

## Designación y nombre
Designado provisionalmente como 1932 BG. Fue nombrado Cordie en honor a la geóloga Cordula " Cordie" Astrid Robinson.